# Brachyanax hemipenthes
Brachyanax hemipenthes är en tvåvingeart som beskrevs av Neal L. Evenhuis 1988. Brachyanax hemipenthes ingår i släktet Brachyanax och familjen svävflugor. Inga underarter finns listade i Catalogue of Life.